# Thoradonta aspinosa
Thoradonta aspinosa är en insektsart som beskrevs av Sigfrid Ingrisch 2001. Thoradonta aspinosa ingår i släktet Thoradonta och familjen torngräshoppor. Inga underarter finns listade i Catalogue of Life.